# Рено Жерар
Рено Жерар (фр. Renaud Girard; Њујорк, 25. мај 1955) је француски новинар и есејиста, репортер париског листа Фигаро. Од 1984. године ради и као ратни дописник. Писао је чланке и књиге о свим већим сукобима у Азији, Африци, Балкану, Кавказу и Блиском истоку. Године 1999. је добио награду „Мум“ (француска верзија награде „Пулицер“). 
Писао је чланке у вези Случаја Рачак, у којима је противио антисрпској медијској кампањи.